# Liste der Stolpersteine in der Provinz Girona

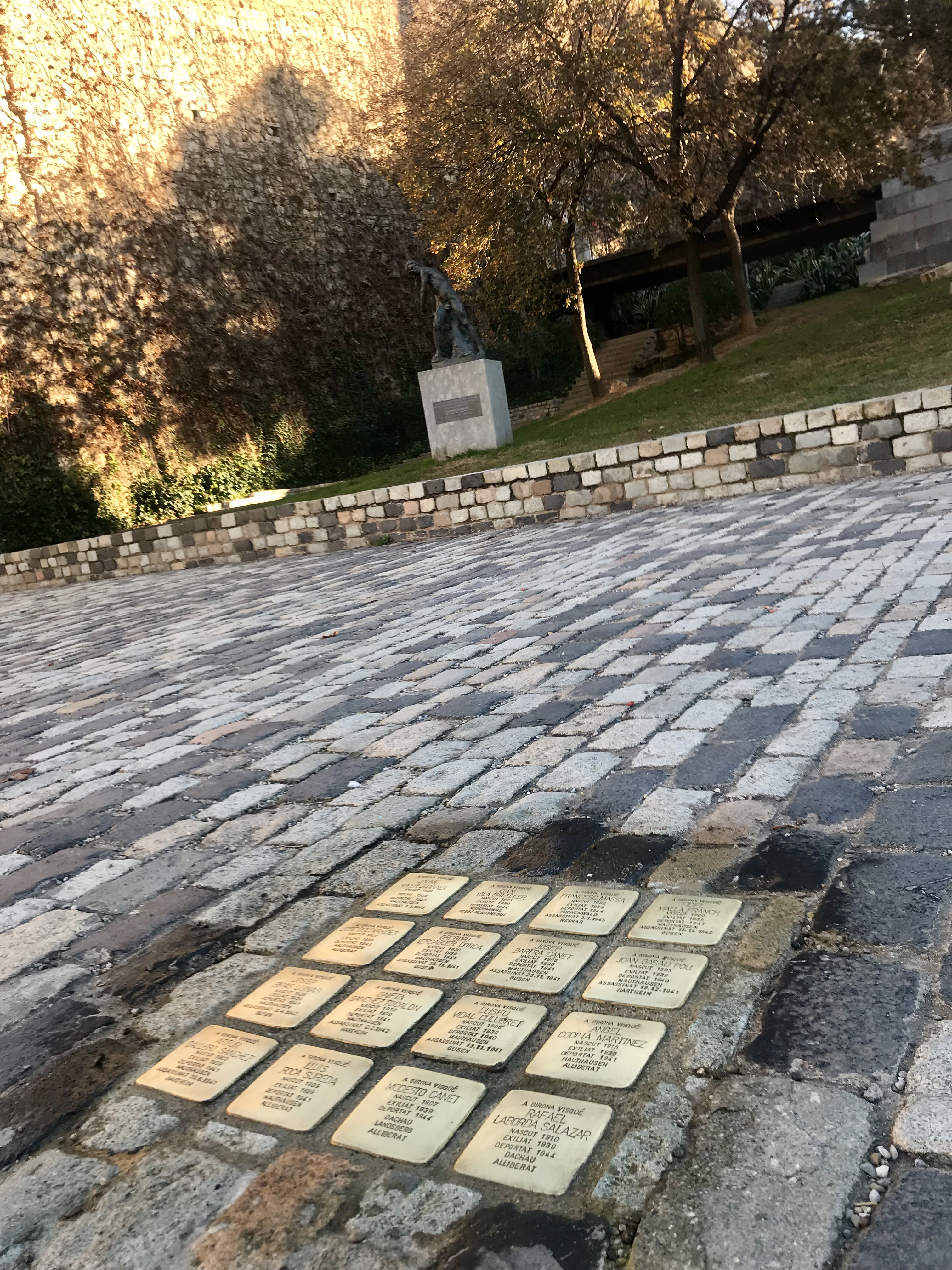
Stolpersteine in Girona

Die Liste der Stolpersteine in der Provinz Girona enthält die Stolpersteine in der Provinz Girona in Spanien, die vom Kölner Künstler Gunter Demnig verlegt wurden. Stolpersteine erinnern an das Schicksal der Menschen, die von den Nationalsozialisten ermordet, deportiert, vertrieben oder in den Suizid getrieben wurden. Sie liegen im Regelfall vor dem letzten selbstgewählten Wohnsitz des Opfers, in Girona jedoch gesammelt an einem zentralen Platz der Stadt.
Die ersten Verlegungen in Spanien erfolgten am 9. April 2015 in Navàs und El Palà de Torroella, in der Provinz Girona am 29. Januar 2018. Die katalanische Übersetzung des Begriffes Stolpersteine lautet: pedres que fan ensopegar. Auf Spanisch werden sie piedras de la memoria (Erinnerungssteine) genannt.

## Spanische Republikaner
Der Spanische Bürgerkrieg ging im März 1939 mit dem Putsch gegen die Regierung Negrín in Madrid zu Ende. Bereits im Februar 1939 gab es fast 500.000 Kriegsflüchtlinge, die meisten von ihnen waren in Südfrankreich interniert. Mehr als die Hälfte von ihnen kehrte nach Spanien zurück und viele Franco-Gegner fanden Asyl in Lateinamerika. Doch rund 150.000 spanische Republikaner blieben auch nach Ende des Zweiten Weltkrieges im französischen Exil. Als Hitler-Deutschland im Mai und Juni 1940 weite Teile Frankreichs eroberte, gerieten auch die spanischen Bürgerkriegsflüchtlinge unter die deutsche Willkürherrschaft. Viele Spanier konnten untertauchen oder sich verstecken, zehntausende spanische Bürgerkriegsflüchtlinge gerieten in deutsche Gefangenschaft, ungefähr 15.000 wurden in Konzentrationslager deportiert, überwiegend nach Mauthausen und Gusen. Allein im Jahr 1941 starben 3.000 Spanier im KZ Gusen aufgrund der Zustände im Lager, der Unterernährung und der anstrengenden Zwangsarbeit. 1943 lebten von den nach Gusen deportierten, wahrscheinlich waren es ursprünglich 5.000 Spanier, nur noch 500.

## Verlegte Stolpersteine
Die Tabellen sind teilweise sortierbar; die Grundsortierung erfolgt alphabetisch nach dem Familiennamen.

### Agullana
In Agullana wurden drei Stolpersteine verlegt.
| Stolperstein | Übersetzung                                                                                            | Verlegeort                        | Name, Leben               |
| ------------ | --- | --------------------------------- | ------------------------- |
|              | HIER LEBTE ILDEFONSO HERNANDEZ PICAS GEBOREN 1921 EXIL DEPORTIERT 1944 DACHAU BEFREIT                  | Jardí de la Infància              | Ildefonso Hernandez Picas |
|              | HIER LEBTE RAMON PONT SERRA GEBOREN 1884 EXIL DEPORTIERT 1941 MAUTHAUSEN ERMORDET 15.11.1941 GUSEN     | Carrer Joaquim Bech de Careda, 17 | Ramon Pont Serra          |
|              | IN AGULLANA LEBTE PEDRO TIBAUT SAGUER GEBOREN 1902 EXIL DEPORTIERT 1944 BUCHENWALD SCHICKSAL UNBEKANNT | Plaça Major, 7                    | Pedro Tibaut Saguer       |

### Albanyà
In Albanyà in der Comarca Alt Emporadà wurde ein Stolperstein verlegt. Er befindet sich im Ortsteil Lliurona.
| Stolperstein | Übersetzung                                                                                                   | Verlegeort          | Name, Leben                      |
| ------------ | --- | ------------------- | -------------------------------- |
|              | IN LLIURONA LEBTE JOAN RENART VILANOVA GEBOREN 1913 EXIL DEPORTIERT 1941 MAUTHAUSEN ERMORDET 20.11.1941 GUSEN | Plaça major Albanyà | Joan Renart Vilanova (1913–1941) |

### Girona
In Girona wurden 16 Stolpersteine an einer Adresse verlegt.
| Stolperstein | Übersetzung | Verlegeort             | Name, Leben |
| ------------ | --- | ---------------------- | --- |
|              | IN GIRONA WOHNTE JOSEP BARTRA CANET GEBOREN 1906 EXIL 1939 DEPORTIERT 1941 MAUTHAUSEN ERMORDET 23.11.1941 GUSEN      | Jardí de la Infància · | Josep Bartra Canet wurde am 19. März 1906 in Girona geboren. 1939 ging er ins Exil. Er wurde im Stalag XI B in Fallingbostel interniert, mit der Gefangenennummer 86793. Am 27. Januar 1941 wurde er in das Konzentrationslager Mauthausen überstellt. Dort erhielt er die Gefangenennummer 5419. Er wurde zur Zwangsarbeit in der Außenstelle Gusen eingeteilt. Josep Bartra Canet wurde hier am 23. November 1941 vom NS-Regime ermordet.                                                    |
|              | IN GIRONA WOHNTE MODESTO CANET GEBOREN 1907 EXIL 1939 DEPORTIERT 1944 DACHAU LANDSBERG BEFREIT                       | Jardí de la Infància · | Modesto Canet wurde am 2. Februar 1907 in Girona geboren. 1939 ging er ins Exil. Er war am 19. Februar 1944 im Zuchthaus Eysses (Lot-et-Garonne) beim versuchten Massenausbruch dabei. Während 12 Anführer sofort hingerichtet wurden, wurden die anderen Häftlinge im Juni 1944 ins KZ Dachau deportiert. Zum Zeitpunkt seiner Befreiung befand er sich in Landsberg. |
|              | IN GIRONA WOHNTE ANGEL CODINA MARTINEZ GEBOREN 1916 EXIL 1939 DEPORTIERT 1941 MAUTHAUSEN BEFREIT                     | Jardí de la Infància · | Àngel Codina Martínez wurde am 2. April 1916 geboren. 1939 ging er ins Exil. Er wurde im Stalag V C festgesetzt und am 7. Januar 1941 in das Konzentrationslager Mauthausen deportiert. Dort erhielt er die Gefangenennummer 5125. Er wurde am 5. Mai 1945 von alliierten Truppen befreit. |
|              | IN GIRONA WOHNTE JOSE DOLOVARDES GEBOREN 1907 EXIL 1939 DEPORTIERT 1941 MAUTHAUSEN BEFREIT                           | Jardí de la Infància · | José Dolovardes wurde 1907 geboren. 1939 ging er ins Exil. Er wurde ins Konzentrationslager Mauthausen deportiert. Er überlebte und wurde befreit. |
|              | IN GIRONA WOHNTE ARTUR GALLEGO SANCHEZ GEBOREN 1903 EXIL 1939 DEPORTIERT 1941 MAUTHAUSEN ERMORDET 25.9.1941 HARTHEIM | Jardí de la Infància · | Artur Gallego Sánchez wurde am 25. Dezember 1903 in Girona geboren. 1939 ging er ins Exil. Er wurde mit der Gefangenennummer 55643 im Stalag XII D in Trier interniert. Am 25. Januar 1941 wurde er in das Konzentrationslager Mauthausen überstellt. Dort erhielt er die Gefangenennummer 4155. Er wurde laut Inschrift des Steines am 25. September 1941 in der Tötungsanstalt Hartheim vom NS-Regime ermordet, laut einer anderen Quelle wurde er an diesem Tag in Gusen ermordet.          |
|              | IN GIRONA WOHNTE JOAN GASAU POU GEBOREN 1893 EXIL 1939 DEPORTIERT 1940 MAUTHAUSEN ERMORDET 19.12.1941 HARTHEIM       | Jardí de la Infància · | Joan Gasau Pou wurde am 16. Januar 1893 in Girona geboren. 1939 ging er ins Exil. Er wurde mit der Gefangenennummer 3026 im Stalag V D in Straßburg interniert. Am 13. Dezember 1940 wurde er in das Konzentrationslager Mauthausen überstellt. Dort erhielt er die Gefangenennummer 4838. Er wurde laut Inschrift des Steines am 19. Dezember 1941 in der Tötungsanstalt Hartheim vom NS-Regime ermordet, laut einer anderen Quelle wurde er an diesem Tag in Gusen ermordet.                 |
|              | IN GIRONA WOHNTE RAFAEL LABORDA SALAZAR GEBOREN 1910 EXIL 1939 DEPORTIERT 1944 DACHAU BEFREIT                        | Jardí de la Infància · | Rafael Laborda Salazar, auch Rafael Laborda Soriano wurde am 24. Oktober 1910 in Girona geboren. 1939 ging er ins Exil. Er wurde am 18. Juni 1944 im KZ Royallieu bei Compiègne interniert. Am 20. Juni 1944 wurde er in das Konzentrationslager Dachau überstellt. Dort erhielt er die Gefangenennummer 73610. Er wurde am 30. April 1945 von alliierten Truppen befreit. |
|              | IN GIRONA WOHNTE FIDEL MALLA FRANCH GEBOREN 1900 EXIL 1939 DEPORTIERT 1941 MAUTHAUSEN ERMORDET 15.11.1942 GUSEN      | Jardí de la Infància · | Fidel Malla Franch wurde am 27. Januar 1900 in Girona geboren. 1939 ging er ins Exil. Er wurde mit der Gefangenennummer 87770 im Stalag XI B in Fallingbostel interniert. Am 27. Januar 1941 wurde er in das Konzentrationslager Mauthausen überstellt. Dort erhielt er die Gefangenennummer 6422 und wurde zur Zwangsarbeit in der Außenstelle Gusen eingeteilt. Fidel Malla Franch wurde hier am 15. November 1942 vom NS-Regime ermordet.                                                   |
|              | IN GIRONA WOHNTE FRANCESC MASSA GEBOREN 1892 EXIL 1939 DEPORTIERT 1944 BUCHENWALD ERMORDET 3.3.1945 WEIMAR           | Jardí de la Infància · | Francesc Massa wurde am 18. April 1892 in Girona geboren. 1939 ging er ins Exil. Er wurde am 12. Mai 1944 im KZ Royallieu bei Compiègne interniert. Am 14. Mai 1944 wurde er in das Konzentrationslager Buchenwald überstellt. Dort erhielt er die Gefangenennummer 49445. Er wurde am 3. März 1945 in Weimar vom NS-Regime ermordet. |
|              | IN GIRONA WOHNTE JOSEP RIBAS LLINAS GEBOREN 1908 EXIL 1939 DEPORTIERT 1941 MAUTHAUSEN ERMORDET 8.4.1942 GUSEN        | Jardí de la Infància · | Josep Ribas Llinàs wurde am 3. Mai 1908 in Girona geboren. 1939 ging er ins Exil. Er wurde mit der Gefangenennummer 87348 im Stalag XI B in Fallingbostel interniert. Am 27. Januar 1941 wurde er in das Konzentrationslager Mauthausen überstellt. Dort erhielt er die Gefangenennummer 6152 und wurde zur Zwangsarbeit in der Außenstelle Gusen eingeteilt. Josep Ribas Llinàs wurde hier am 8. April 1942 vom NS-Regime ermordet.                                                           |
|              | IN GIRONA WOHNTE LLUIS ROCA SUREDA GEBOREN 1909 EXIL 1939 DEPORTIERT 1941 MAUTHAUSEN BEFREIT                         | Jardí de la Infància · | Lluis Roca Sureda wurde am 19. Dezember 1909 in Girona geboren. 1939 ging er ins Exil. Er wurde in Vesoul interniert. Am 8. August 1941 wurde er in das Konzentrationslager Mauthausen überstellt. Dort erhielt er die Gefangenennummer 4096. Er wurde am 5. Mai 1945 von alliierten Truppen befreit. |
|              | IN GIRONA WOHNTE GAIETÀ SANCHEZ TOCALON GEBOREN 1913 EXIL 1939 DEPORTIERT 1941 MAUTHAUSEN ERMORDET 2.2.1942 HARTHEIM | Jardí de la Infància · | Gaietà Sánchez Tocalón wurde am 17. Februar 1913 in Girona geboren. 1939 ging er ins Exil. Er wurde mit der Gefangenennummer 87346 im Stalag XI B in Fallingbostel interniert. Am 27. Januar 1941 wurde er in das Konzentrationslager Mauthausen überstellt. Dort erhielt er die Gefangenennummer 6165. Er wurde laut Aufschrift des Stolpersteines am 2. Februar 1942 in der Tötungsanstalt Hartheim vom NS-Regime ermordet, eine andere Quelle gibt Mauthausen an.                           |
|              | IN GIRONA WOHNTE JAUME SOLER JUANALS GEBOREN 1920 EXIL 1939 DEPORTIERT 1940 MAUTHAUSEN ERMORDET 5.3.1943             | Jardí de la Infància · | Jaume Soler Juanals wurde am 28. Oktober 1921 in Palamós geboren. 1939 ging er ins Exil. Er wurde in Angoulême interniert. Am 24. August 1940 wurde er in das Konzentrationslager Mauthausen überstellt. Dort erhielt er die Gefangenennummer 4192. Er wurde am 5. März 1943 vom NS-Regime ermordet. |
|              | IN GIRONA WOHNTE GREGORI VERDAGUER DORCA GEBOREN 1920 EXIL 1939 DEPORTIERT 1941 MAUTHAUSEN ERMORDET 26.11.1941 GUSEN | Jardí de la Infància · | Gregori Verdaguer Dorca wurde am 25. Januar 1920 in Girona geboren. 1939 ging er ins Exil. Er wurde mit der Gefangenennummer 9026 im Stalag XI A in Altengrabow interniert. Am 26. April 1941 wurde er in das Konzentrationslager Mauthausen überstellt. Dort erhielt er die Gefangenennummer 3363 und wurde zur Zwangsarbeit in der Außenstelle Gusen eingeteilt. Gregori Verdaguer Dorca wurde hier am 26. November 1941 vom NS-Regime ermordet.                                             |
|              | IN GIRONA WOHNTE ELISEU VIDAL CULUBRET GEBOREN 1896 EXIL 1939 DEPORTIERT 1940 MAUTHAUSEN ERMORDET 13.11.1941 GUSEN   | Jardí de la Infància · | Eliseu Vidal Culubret wurde am 28. Mai 1896 in Santa Eugènia de Ter, seit 1963 ein Stadtteil von Girona, geboren. 1939 ging er ins Exil. Er wurde mit der Gefangenennummer 2543 im Stalag V D in Straßburg interniert. Am 13. Dezember 1940 wurde er in das Konzentrationslager Mauthausen überstellt. Dort erhielt er die Gefangenennummer 5349 und wurde zur Zwangsarbeit in der Außenstelle Gusen eingeteilt. Eliseu Vidal Culubret wurde hier am 13. November 1941 vom NS-Regime ermordet. |
|              | IN GIRONA WOHNTE JOAN VILA BATALLER GEBOREN 1921 EXIL 1939 DEPORTIERT 1944 NEUENGAMME SCHICKSAL UNBEKANNT            | Jardí de la Infància · | Joan Vila Bataller wurde am 19. September 1921 in Girona geboren. 1939 ging er ins Exil. Er wurde am 21. Mai 1944 im KZ Royallieu bei Compiègne interniert. Am 24. Mai 1944 wurde er in das Konzentrationslager Neuengamme überstellt. Dort erhielt er die Gefangenennummer 32025. Sein weiteres Schicksal ist unbekannt. |

### Figueres
In Figueres wurden elf Stolpersteine verlegt.
| Stolperstein | Übersetzung                                                                                                  | Verlegort                         | Name, Leben                           |
| ------------ | --- | --------------------------------- | ------------------------------------- |
|              | HIER LEBTE JOSÉ ALLUEVA MILLÁN GEBOREN 1917 EXIL DEPORTIERT 1941 MAUTHAUSEN ERMORDET 16.11.1941 GUSEN        | Carrer Santa Llúcia, 8 Figueres   | José Allueva Millán (1917–1941)       |
|              | HIER LEBTE MARTÍ BOSCH PLANAS GEBOREN 1917 EXIL DEPORTIERT 1941 MAUTHAUSEN BEFREIT                           | Carrer Sant Antoni, 8 Figueres    | Martí Bosch Planas (1917-)            |
|              | HIER LEBTE ROSSEND CAPELLADES FERRER GEBOREN 1910 EXIL DEPORTIERT 1944 DACHAU ERMORDET 21.1.1945 FLOSSENBÜRG | Carrer Joan Maragall, 3 Figueres  | Rossend Capellades Ferrer (1910–1945) |
|              | HIER LEBTE JOAN CORONAS PUJADAS GEBOREN 1899 EXIL DEPORTIERT 1944 DACHAU ERMORDET 14.2.1945                  | Carrer Lasauca, 12 Figueres       | Joan Coronas Pujadas (1899–1945)      |
|              | HIER LEBTE VALENTÍN GARCÍA MENIER GEBOREN 1889 EXIL DEPORTIERT 1944 DACHAU ERMORDET 7.12.1945                | Avenida de Perpinyà, 102 Figueres | Valentín García Menier (1889–1945)    |
|              | HIER LEBTE VICENS GENÉ LLANET GEBOREN 1888 EXIL DEPORTIERT 1940 MAUTHAUSEN ERMORDET 7.12.1940                | Placa del Ajuntament Figueres     | Vicens Gené Llanet (1888–1940)        |
|              | HIER LEBTE TOMÀS MARMANEU GRATACÓS GEBOREN 1913 EXIL DEPORTIERT 1941 MAUTHAUSEN ERMORDET 2.11.1942 GUSEN     | Carrer Vilafant, 44 Figueres      | Tomàs Marmaneu Gratacós (1913–1942)   |
|              | HIER LEBTE JOSÉ MARTÍN HERNÁN GEBOREN 1921 EXIL DEPORTIERT 1944 BUCHENWALD MAUTHAUSEN BEFREIT                | Carrer Vilafant, 47 Figueres      | José Martín Hernán (1921–)            |
|              | HIER LEBTE JOAQUÍN MASÓ IGUANET GEBOREN 1911 EXIL DEPORTIERT 1944 NEUENGAMME ERMORDET                        | Carrer Rutlla, 27 Figueres        | Joaquín Masó Iguanet (1911–1944/45)   |
|              | HIER LEBTE ENRIC MONER CASTELL GEBOREN 1900 EXIL DEPORTIERT 1944 FLOSSENBÜRG ERMORDET 8.4.1945 HRADISCHKO    | Carrer Sant Pau, 88 Figueres      | Enric Moner Castell (1900–1945)       |
|              | HIER LEBTE JOSÉ SANTALÓ RECIO GEBOREN 1914 EXIL DEPORTIERT 1941 MAUTHAUSEN BEFREIT                           | Carrer de la Rosa, 3 Figueres     | José Santaló Recio (1914–)            |

### Palafrugell
In Palafrugell wurden fünf Stolpersteine verlegt.
| Stolperstein | Übersetzung | Verlegeort                             | Name, Leben                           |
| ------------ | --- | -------------------------------------- | ------------------------------------- |
|              | IN PALAFRUGELL LEBTE FRANCESC AYMERICH FRIGOLA GEBOREN 1896 EXIL DEPORTIERT 1941 MAUTHAUSEN ERMORDET 7.12.1941       | Carrer de la Tarongeta, 32 Palafrugell | Francesc Aymerich Frigola (1896–1941) |
|              | IN PALAFRUGELL LEBTE JOAN BOSCH MAURI GEBOREN 1907 EXIL DEPORTIERT 1940 MAUTHAUSEN ERMORDET 21.11.1941 GUSEN         | Carrer de la Tarongeta, 32 Palafrugell | Joan Bosch Mauri (1907–1941)          |
|              | IN PALAFRUGELL LEBTE LAURA GALLART MARQUÈS GEBOREN 1896 EXIL DEPORTIERT 1944 RAVENSBRÜCK BEFREIT                     | Carrer de la Tarongeta, 32 Palafrugell | Laura Gallart Marquès (1896–)         |
|              | IN PALAFRUGELL LEBTE BALDOMER PAGUINA MULÀ GEBOREN 1906 EXIL DEPORTIERT 1941 MAUTHAUSEN ERMORDET 17.12.1941 HARTHEIM | Carrer de la Tarongeta, 32 Palafrugell | Baldomer Paguina Mulà (1906–1941)     |
|              | IN PALAFRUGELL LEBTE JOSEP SOLANA AUPÍ GEBOREN 1918 EXIL DEPORTIERT 1940 MAUTHAUSEN BEFREIT                          | Carrer de la Tarongeta, 32 Palafrugell | Josep Solana Aupí (1918–?)            |

### Roses
In Roses wurde ein Stolperstein verlegt.
| Stolperstein | Übersetzung                                                                                             | Verlegeort                | Name, Leben                        |
| ------------ | --- | ------------------------- | ---------------------------------- |
|              | HIER LEBTE ERMENGOL ROMAÑACH COLL GEBOREN 1906 EXIL DEPORTIERT 1941 MAUTHAUSEN ERMORDET 30.3.1942 GUSEN | Carrer Peralada, 33 Roses | Ermengol Romañach Coll (1906–1942) |

### Salt
In Salt wurden an einer Adresse sieben Stolpersteine verlegt.
| Stolperstein | Übersetzung | Verlegort                    | Name, Leben                  |
| ------------ | --- | ---------------------------- | ---------------------------- |
|              | IN SALT LEBTE JOSEP CASADEMONT GEBOREN 1908 INTERNIERT STALAG FALLINGBOSTEL DEPORTIERT 1940 MAUTHAUSEN ERMORDET 5.1.1941 | Plaça de Catalunya Salt      | Josep Casademont (1908–1941) |
|              | IN SALT LEBTE ÀNGEL CODINA GEBOREN 1916 INTERNIERT STALAG WILDBERG DEPORTIERT 1941 MAUTHAUSEN BEFREIT                    | Plaça de Catalunya Salt      | Àngel Codina (1916-)         |
|              | IN SALT LEBTE LLUIS FRANQUESA GEBOREN 1902 INTERNIERT STALAG FALLINGBOSTEL DEPORTIERT 1940 MAUTHAUSEN ERMORDET 26.4.1943 | Plaça de Catalunya Salt      | Lluis Franquesa (1902–1943)  |
|              | IN SALT LEBTE FERRAN MOISET GEBOREN 1913 INTERNIERT STALAG WILDBERG DEPORTIERT 1941 MAUTHAUSEN BEFREIT                   | Plaça de Catalunya Salt      | Ferran Moiset (1913-)        |
|              | IN SALT LEBTE PAU REY GEBOREN 1903 INTERNIERT STALAG STRASSBURG DEPORTIERT 1940 MAUTHAUSEN ERMORDET 31.7.1941            | Plaça de Catalunya Salt      | Pau Rey (1903–1941)          |
|              | IN SALT LEBTE FRANCISCO RIERA GEBOREN 1900 INTERNIERT STALAG MOOSBURG DEPORTIERT 1940 MAUTHAUSEN ERMORDET 8.9.1941       | Plaça de Catalunya Saltmall> | Artur Francisco (1900–1941)  |
|              | IN SALT LEBTE ÀNGEL VIÑOLAS GEBOREN 1896 INTERNIERT KREMS-GNEIXENDORF DEPORTIERT 1940 MAUTHAUSEN ERMORDET 23.3.1942      | Plaça de Catalunya Salt      | Àngel Viñolas (1896–1942)    |

## Verlegedaten
Die Stolpersteine in der Provinz Girona wurden vom Künstler persönlich an folgenden Tagen verlegt:
- 29. Januar 2018: Girona
- 10. Oktober 2020: Figueres[31]
- 25. Mai 2021: Salt (in Abwesenheit des Künstlers)[32]
- 6. Juni 2023: Albanyà